# 芸術祭
芸術祭、世界各地で多様な形で行われる各種芸術の祭典のこと。日本では普通、昭和21年以来毎年秋に文化庁主催で行われる芸術の祭典である文化庁芸術祭をさす。

## 「芸術祭」の使われ方
1946年以来毎年秋、日本の文化庁の主催で行われている諸芸術の祭典が「芸術祭」という名称である。「文化庁芸術祭」とも。
→ 芸術祭 (文化庁) 参照
- 美術大学、芸術大学で開催される学園祭の一種を示す語として「芸術祭」の語が用いられることがある。

→ 芸術祭 (美術大学) 参照
- 芸術の祭典の総称や、芸術の祭典の名称の一部として用いられることがある。対応する英語は「arts festival」。少なくとも日本においては、アートによる地域づくりの取組みとして開催されることがある[4]。

## 個別の芸術祭の例
芸術の祭典の例を示す。

### 日本
- 芸術祭（文化庁芸術祭） - 日本の文化庁が主催。
- 瀬戸内国際芸術祭[4] - 香川県を中心とする瀬戸内の島々において行われる。
- あいちトリエンナーレ（愛知県）[4]
- 札幌国際芸術祭 （北海道札幌市）[4]
- 大地の芸術祭 越後妻有アートトリエンナーレ（新潟県越後妻有地域（十日町市、津南町））[4][5]
- ビエンナーレいしかわ秋の芸術祭（石川県）[4]
- 中房総 国際芸術祭いちはらアート×ミックス（千葉県市原市）[4]
- リボーンアート・フェスティバル（宮城県）[6]

### 日本以外
- ゴールウェイ芸術祭 － アイルランド共和国ゴールウェイにおいて毎年7月に行われる。
- ブライトンフェスティバル － イングランドのブライトン・ホーヴにおいて行われる。
- ベルリン芸術祭 － ドイツのベルリンにおいて行われる。